# Mezei István (operatőr)
Mezei István (Demjén, 1931. március 9. – 2001. október 9.) Balázs Béla-díjas magyar operatőr.

## Életpályája
Szülei Mezei István és Knitli Mária voltak. Általános iskolai tanulmányait Kerecsenden és Kálban végezte el. 1946–1951 között a miskolci Állami Gépipari Középiskola diákja volt. 1951–1956 között a Színház- és Filmművészeti Főiskola hallgatója volt. 1956–1992 között a Magyar Televízió operatőre, majd főoperatőre, az operatőrök csoportvezetője volt.
Együtt dolgozott többek közt: Várkonyi Zoltánnal, Apáthi Imrével, Fejér Tamással, Nemere Lászlóval, Egri Istvánnal.

## Műsorai
- Hírháttér
- Hazai tükör
- Péntek délután
- Ablak

## Filmjei
- Vacsora a Hotel Germániában (1958)
- Mama (1958)
- Veréb utcai csata (1959)
- Fent már béke van (1959)
- Menekülés a börtönbe (1962)
- A Tenkes kapitánya (1964-1965)
- Világos feladja (1964)
- Nem vagyunk angyalok (1966)
- Princ, a katona (1966-1967)
- Reggeli a marsallnál (1967)
- Tüskevár (1967)
- Adósság (1967)
- Wengráf (1968)
- Harangozó Gyula két táncjátéka (1969)
- Naphosszat a fákon (1969)
- Randevú (1969)
- Én azt hiszem, hogy normális vagyok (1969)
- A tettes nem más mint… (1969)
- Halló, ez fantasztikus (1970)
- A főúr a pokolban is főúr (1970)
- A Lenke - Lorán Lenke-show (1970)
- Micsoda cirkusz! (1971)
- Szomszédlesők (1971)
- A képzelt beteg (1971)
- Remetekan (1971)
- Hekus lettem (1972)
- Ítéletnapig (1972)
- Kicsik és nagyok (1972)
- Az öreg bánya titka (1973)
- Pocok, az ördögmotoros (1974)
- Nincs többé férfi (1974)
- Az éhes hajó (1974)
- Keresztút (1975)
- Híres magyar könyvtárak (1976)
- Karcsi kalandjai (1980)
- Ha majd mindenünk meglesz (1980)
- A vízimolnárné (1981)
- Kazamaták titka

## Díjai, elismerései
- Cannes-i aranykoszorú (1962)
- Balázs Béla-díj (1976)
- Érdemes Művész (1988)
- Operatőr Életműdíj (2000)